# Innominatkontrakt
Der Innominatkontrakt (lateinisch contractus innominatus) war eine nachklassische Vertragsform im römischen Recht.
Der Begriff des Innominatkontraktes ist eine Entwicklung der oströmischen Schultradition und des gelehrten Recht des Mittelalters. Dabei wurde eine Auffassung aus dem Ulpianischen Kommentar zum Edikt de pactis verallgemeinert. Dabei wurde der Gedanke verallgemeinert, dass bei atypischen Austauschverhältnissen (unbenannte Verträge) nach Erbringung der Leistung die Gegenleistung klagweise verlangt werden kann. Einschlägig zur Durchsetzung war die actio praescriptis verbis. Eine nichtklagbare Abrede war im römischen Recht ein nudum pactum. Heutzutage ist jedoch jeder Vertrag klagbar.
In der weiteren Entwicklung wurde die Unterscheidung in die klagbaren Konsensualverträge und die Innominatkontrakte von den Glossatoren und den Kommentatoren beibehalten. Dabei fielen auch einige der zentralen Verträge dieser Zeit, wie der Lehensvertrag, in die Kategorie der unbenannten Verträge.
Das kanonische Recht des Mittelalters bezog sich als Grund für die Verpflichtung auf die vertragliche Abrede (pactum) an sich und entwickelte eine generelle Einklagbarkeit von Vertragsverpflichtungen. Die Kanonistik kannte daher die Form der Innominatkontrakte nicht mehr. Zu Anfang des 19. Jahrhunderts erzeugte Eduard Gans mit der Aussage, dass es der Form der Innominatkontrakte nicht mehr bedürfe, Widerstand bei den Vertretern der Pandektenwissenschaft. Die Kodifikationen des 19. Jahrhunderts beendeten diesen Streit dann endgültig, indem sie der kanonistischen Idee folgten und die Unterscheidungen abschafften.

## Quelle
- Innominatkontrakt. In: Meyers Konversations-Lexikon. 4. Auflage. Band 8, Verlag des Bibliographischen Instituts, Leipzig/Wien 1885–1892,  S. 965.

Dieser Artikel basiert auf einem gemeinfreien Text aus Meyers Konversations-Lexikon, 4. Auflage von 1888 bis 1890.